# Raguénès Meur
Pour les articles homonymes, voir Raguénès et Meur.
L'île Raguénès Meur est située dans l'archipel de Bréhat.